# Turbina Walter
La turbina Walter va ser desenvolupada per Hellmuth Walter per a la Reichsmarine i posteriorment la Kriegsmarine a les drassanes Germania de Kiel a partir dels anys 30 del segle xx.
L'objectiu era desenvolupar un sistema que generés prou electricitat per als motors elèctrics fins i tot sota l'aigua, on no es podrien utilitzar motors dièsel. Les bateries de plom i àcid de l'època no tenien prou capacitat i s'esgotaven ràpidament. Amb l'ajut d'un catalitzador, es convertia el peròxid d'hidrogen en vapor sobreescalfat i oxigen generant-se electricitat o propulsió amb una turbina. El procés d'aprofitament de la descomposició del peròxid d'hidrogen es podia realitzar de varies maneres. Aquest processos es coneixen com a procés fred i procés calent.
El procés catalític i exotèrmic de Walter seguia principis semblants al procés aplicat amb èxit per Narcís Monturiol i Estarriol l'any 1864 al submarí Ictíneo II.

## Principi del sistema de propulsió Walter
La novetat era l'ús com a font d'energia del peròxid d'hidrogen, que es descomponia amb l'ajut de varis catalizadors, generalment diòxid de manganès o permanganat de potassi. En els motors coet, s'utilitzava plata pura porosa.
{\displaystyle \quad {\rm {2H_{2}O_{2}\longrightarrow 2H_{2}O+O_{2}\quad \Delta H^{0}=-98.2~{\rm {kJ/mol}}}}}
La descomposició del peròxid d'hidrogen amb un catalitzador genera una gran quantitat de calor. Aquest calor fa que l'aigua estigui en forma de vapor. Per altra part, l'oxigen es genera en forma atòmica, no molecular, per això és més reactiu. La temperatura d'aquesta mescla, en funció de la concentració inicial de peròxid d'hidrogen, pot arribar entre 700 °C a 800 °C.

## Procés fred
El peròxid d'hidrogen es polvoritzava en una cambra de combustió des d'uns broquets sobre un catalitzador fet amb òxid de manganès (IV) (diòxid de manganès). El peròxid d'hidrogen es descomponia en vapor i oxigen a alta pressió que s'introduïa en una turbina. La turbina generava la propulsió o es connectava a un generador que alimentava un motor elèctric o carregava les bateries.

## Procés calent
El procés calent es va provar a partir del 1936. Aquesta turbina consistia en un cambra de reacció, una cambra de combustió, un separador ciclònic i una turbina de vapor. La cambra de reacció consistia en un recipient en el qual s'inseria horitzontalment un bloc de permanganat de potassi porós o òxid de manganès (IV) (diòxid de manganès) com a catalitzadors. El peròxid d'hidrogen es polvoritzava sobre el catalitzador de la tapa del recipient mitjançant diversos broquets, amb els quals es descomponia en els seus components, vapor d'aigua (550-600 °C) i oxigen. Aquesta barreja de gas fluïa a través del catalitzador porós a la zona inferior del reactor. Des d'allà hi havia una connexió de canonades a la cambra de combustió. La barreja oxigen-vapor entrava a la cambra de combustió i s'hi injectava combustible finament atomitzat fins a una flama a 2000 °C. Per tal d'evitar que el coll de la cambra de combustió es cremés, es refredava el coll amb aigua de refrigeració. A més, es va fer que l'aigua mitjançant unes perforacions fines entrés al corrent de gas calent convertint-se en vapor. Aquesta enorme generació de vapor (35-40 t/h) va permetre el funcionament d'una turbina de vapor de 7500 CV. A causa dels greus danys de les pales de la turbina (a causa de l'abrasió de la pedra del catalitzador), es va col·locar un separador ciclònic entre la sortida de la cambra de combustió i l'entrada de la turbina. La sortida de vapor de la turbina es va connectar a un condensador per tal d'augmentar l'eficiència de la turbina i també poder reutilitzar el condensat obtingut (aigua destil·lada). El component CO₂ es bombava a través del condensador mitjançant un compressor i s'enviava a l'exterior del submarí on era totalment absorbit per l'aigua del mar, cosa que feia possible un viatge sense bombolles.
També es va utilitzar un sistema molt més reduït del mateix disseny en avions de combat, muntant-se horitzontalment la cambra de combustió sobre la unitat de cua. Per descomptat, no era necessari un separador ciclònic i un condensador, ja que la sortida de vapor i gas servia directament com impulsor.

## Usos
La propulsió amb turbina Walter es va fer servir en tres camps: submarins, torpedes i aeronàutica

### Submarins
Al 1937 Hellmuth Walter va convencer l'almirall Dönitz de l'utilitat de la seva invenció. Així va se'l va autoritzar per a construir un prototip de submarí, el V80. En les proves de funcionament el submarí equipat amb la turbina Walter de procés fred va arribar navegar submergit a 28 nusos, trencant el rècord de velocitat dels submarins de l'època.
El següent prototip, el V300 ja estava propulsat per una turbina de procés calent. La producció en sèrie es va anomenar U-Boot tipus XVII. Només se'n van fer tres i tres més no es van arribar a acabar al finalitzar la guerra.
El disseny del tipus XVIII, motoritzat amb una turbina de procés calent, es va cancel·lar a favor del tipus XXI de motorització dièsel-elèctrica.

### Torpedes
La turbina Walter es va fer servir per a la propulsió de torpedes. Des de 1939 a 1945, la factoria Walter va elaborar diversos torpedes de prova a petita escala i va construir el torpede model G7ut.

### Aeronàutica
La propulsió Walter es va fer servir en el sistema de catapulta per a les V1 així com en el generador de vapor de la turbobomba de combustible dels motors coet de les V2